# Ріккардо Дівора
Ріккардо Дівора (італ. Riccardo Divora, 22 грудня 1908 — 10 січня 1951) — італійський академічний веслувальник.
Срібний призер Олімпійських Ігор 1932 року в складі розпашної четвірки зі стерновим.